# Золотокрылый пеночковый певун
Золотокрылый пе́ночковый певу́н (лат. Vermivora chrysoptera) — вид воробьиных птиц из семейства древесницевых (Parulidae).

## Этимология
Видовое название образовано от слов греч. χρυσός — «золото», и φτερό — «крыло».

## Описание
Длина тела 11,6 см, масса 8—10 г. У самца чёрное горло, жёлтые корона и надкрылья.

## Биология
Перелётные птицы. Размножаются в восточной части Северной Америки, а зимуют в южной части Центральной Америки, а также сопредельных районах Колумбии, Венесуэлы и Эквадора. Питаются насекомыми, пауками и гусеницами. Образуют гибриды с представителями родственного вида Vermivora cyanoptera в районе Великих Озёр и в Новой Англии, где их ареалы накладываются друг на друга.
Была замечена способность этих птиц заблаговременно мигрировать, избегая торнадо. Возможно, они узнают о его приближении по инфразвуку.

## Охранный статус
МСОП присвоил таксону охранный статус «Виды, близкие к уязвимому положению» (NT).